# モーリス・ノーマン
モーリス・ノーマン（Maurice Norman、1934年5月8日 - 2022年11月27日）は、イングランド・ノーフォーク・マルバートン出身の元サッカー選手。元イングランド代表。ポジションはDF。
1958 FIFAワールドカップ、1962 FIFAワールドカップのイングランド代表メンバー。

## 経歴
地元ノーフォークのチームであるノリッジ・シティFCでキャリアをスタート。1952年から1955年までの間でリーグ35試合に出場しただけであったが、2002年にノリッジの殿堂入りを果たしている。
1955年11月にトッテナム・ホットスパーFCへと28,000ポンドの移籍金で移籍。トッテナムでは通算411試合に出場。ビル・ニコルソン監督の下、1960-61シーズンのダブルや1962年のFAカップ連覇、1962-63シーズンのUEFAカップウィナーズカップ優勝などに貢献した。センターバックとして不可欠な存在だった。
イングランド代表としては1962年からキャップを刻んだが、1958年に1958 FIFAワールドカップのメンバーに選ばれている。1962 FIFAワールドカップのメンバーにも2大会連続で選ばれた。1962年のワールドカップでは主力として4試合に出場した。
1965年11月に脛骨と腓骨を骨折。それが原因で1966年、32歳で現役を引退した。

## タイトル
トッテナム
- リーグ:1960-61
- FAカップ:1960-61,1961-62
- UEFAカップウィナーズカップ:1962-63
- チャリティ・シールド:1961,1962